# Greta cyrcilla
Greta cyrcilla är en fjärilsart som beskrevs av William Chapman Hewitson 1874. Greta cyrcilla ingår i släktet Greta och familjen praktfjärilar. Inga underarter finns listade i Catalogue of Life.